# Toyin Abraham

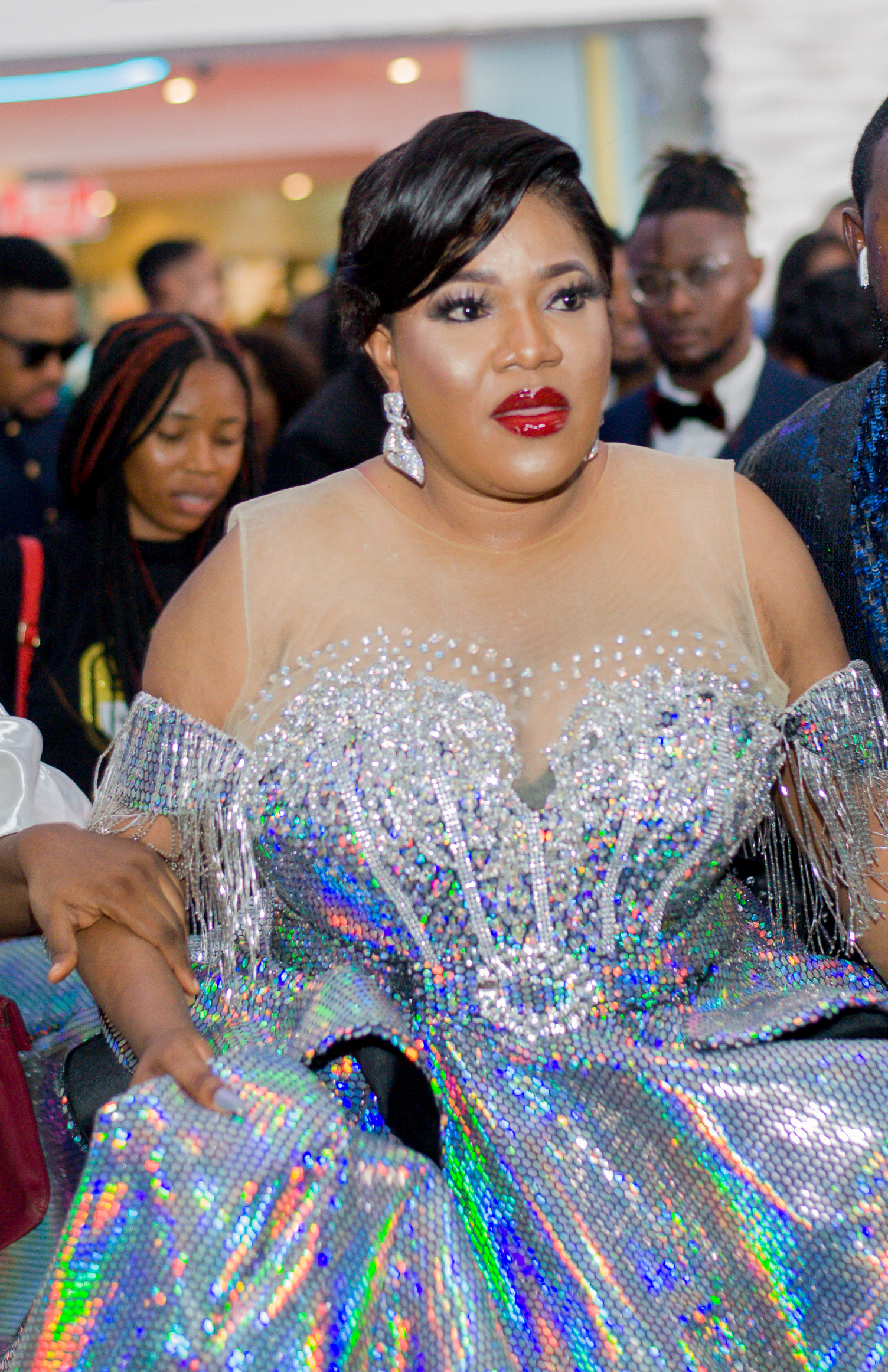
Toyin Abraham at AMVCA 2020

Toyin Abraham (tên khai sinh là Olutoyin Aimakhu; sinh ngày 5 tháng 9 năm 1984) là tên của một nữ diễn viên, nhà làm phim, đạo diễn, nhà sản xuất phim người Nigeria.

## Lí lịch
Bà sinh ra ở thị trấn Auchi, bang Edo, phía nam Nigeria. Nhưng bà ở thành phố Ibadan, bang Oyo, phía tây nam Nigeria trong suốt thời gian bà còn nhỏ. Bà vào trường đại học bách khoa Ibadan và tốt nghiệp với bằng tiếp thị.

## Sự nghiệp
Bà bắt đầu diễn xuất vào năm 2003, khi ấy nữ diễn viên Bukky Wright đến Ibadan để làm một bộ phim. Trong những năm ấy, bà đã sản xuất, làm đạo diễn, góp mặt trong nhiều bộ phim, chẳng hạn như Alani Baba Labake và Ebimi ni.

## Giải thưởng
Bà được đề cử cho giải nữ diễn viên phụ xuất sắc nhất trong phim tiếng Yoruba khi góp mặt trong bộ phim Ebimi ni tại buổi lễ trao giải của Nollywood (nền công nghiệp điện ảnh của Nigeria) năm 2013.

## Khác
Vì danh tiếng của mình, bà được các chính trị gia nhờ bà kêu gọi mọi người bỏ phiếu cho họ. Trong buổi tái ứng cử của tống thống Nigeria lúc ấy là Goodluck Jonathan vào năm 2015, bà đã nói rằng bà sẵn sàng chết cho đảng Dân chủ (tiếng Anh: Peoples Democratic Party), ông Jonathan ở trong đảng này. Sau đó, bà đã xin lỗi cho những người hâm mộ của bà và thuyết phục rằng những người Nigeria chúng ta không cần phải đổ máu cho bất kì chính trị gia nào.

## Phim ảnh
- "Okafor's Law" (2016)
- Love is in the Hair (2016)
- Alani Baba labake (2013)
- Ebi mi ni (2013)
- Alakada (2013)
- Sola Fe Pami
- Ghost and the tout (2018)